# Typha shuttleworthii
Typha shuttleworthii är en kaveldunsväxtart som beskrevs av Wilhelm Daniel Joseph Koch och Otto Wilhelm Sonder. Typha shuttleworthii ingår i släktet kaveldun, och familjen kaveldunsväxter. Inga underarter finns listade i Catalogue of Life.

## Bildgalleri

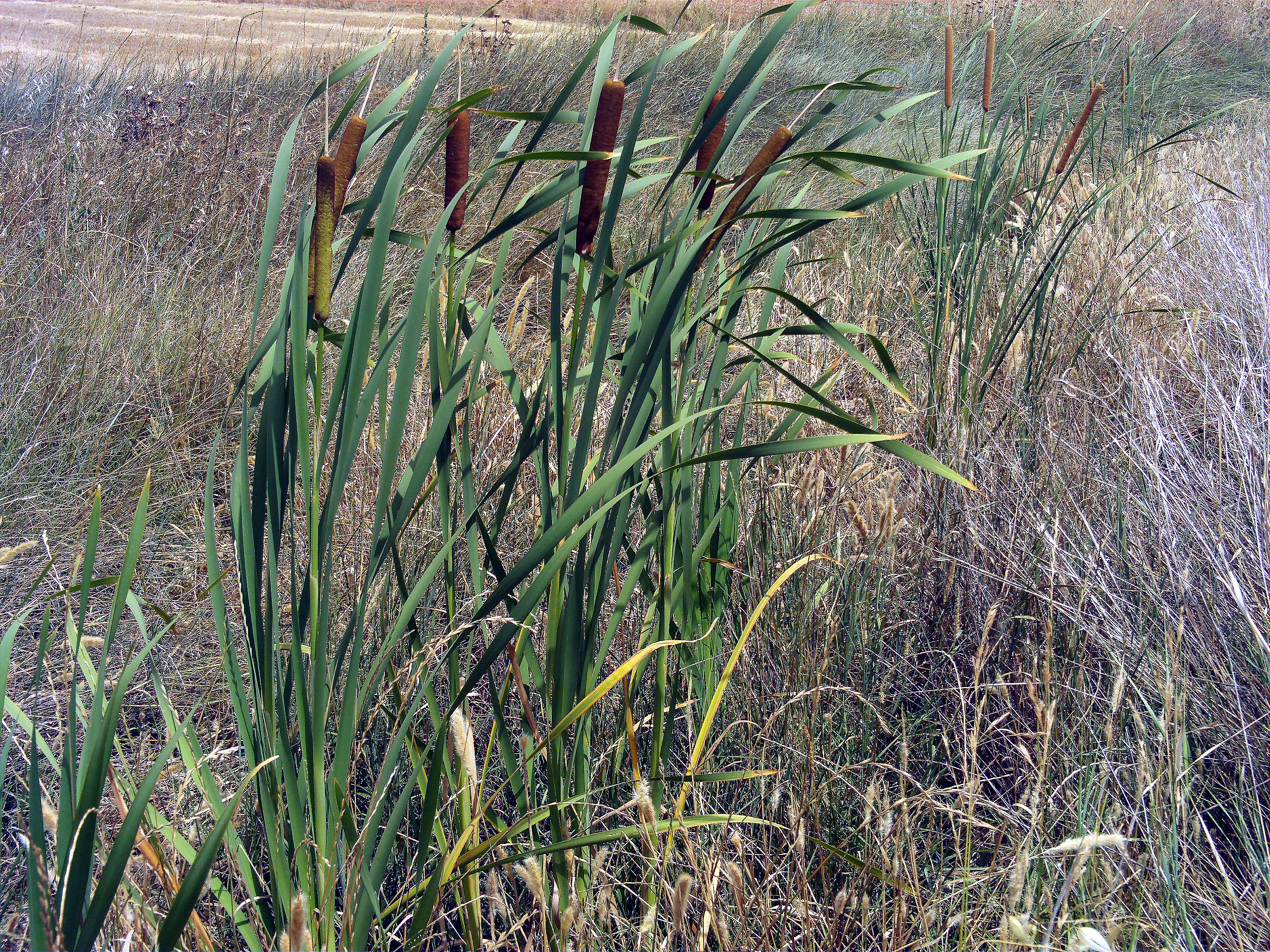